# Bataille du bois Delville
Première Guerre mondiale, 
Front de l'Ouest
Batailles
Bataille de la Somme
- Albert
- Crête de Bazentin
- Bois Delville
- Pozières
- Guillemont (en)
- Ginchy
- Flers-Courcelette
- Morval
- Crête de Thiepval
- Le Transloy
- Hauteurs de l'Ancre

La bataille du bois Delville a lieu du 14 juillet au 3 septembre 1916, c'est une des batailles de l'offensive alliée sur la Somme pendant la Première Guerre mondiale. Elle oppose la IIe armée de l'Empire allemand aux forces de l'empire britanniques. Le bois Delville est situé au nord-est de la ville de Longueval dans le département de la Somme. Après les deux premières semaines sanglantes de l'offensive alliée sur la Somme, la percée des lignes allemandes parait illusoire. L'offensive évolue vers une série d'opérations visant la capture de petites villes ou villages, de bois apportant des avantages tactiques à partir desquels il est possible de diriger des tirs d'artillerie ou de lancer de nouvelles attaques.
Le bois Delville remplit ces nouvelles caractéristiques, il devient un enjeu au niveau tactique pour les forces allemandes et alliées. Dans le cadre de la poursuite de l'offensive à partir du 14 juillet, le général Douglas Haig, commandant de la Force expéditionnaire britannique veut sécuriser le flanc droit britannique et poursuivre la progression au centre de la ligne d'attaque pour capturer les régions les plus élevées de « High Wood ». La bataille du bois Delville fait partie des opérations destinées à sécuriser le flanc droit. La bataille dure plusieurs semaines, elle est considérée comme une victoire tactique des Alliés. Elle est également l'une des plus sanglantes de la bataille de la Somme avec de lourdes pertes dans les deux camps. Cette victoire tactique doit être mise en perspective avec les pertes subies et les faibles gains territoriaux obtenus par la suite.
La bataille est d'une importance particulière pour l'Afrique du Sud. C'est le premier engagement majeur de la 1re brigade d'infanterie d'Afrique du Sud sur le front occidental. Les pertes subies par cette brigade sont terribles, comparables aux pertes subies par les troupes britanniques le premier jour de la Somme. Sur le front occidental, les unités sont considérées comme inaptes au combat lorsque le taux de pertes atteint 30 % et sont alors relevées. La 1re brigade sud-africaine a subi 80 % de pertes, mais elle a réussi à tenir le bois selon les ordres donnés.
Le bois Delville est devenu un lieu de recueillement. Le bois est conservé avec les tranchées originelles, un musée et le mémorial national sud-africain du bois Delville ont également été construits.

## Contexte historique
La bataille de la Somme débute le 1er juillet 1916 par un carnage pour les troupes britanniques. Très vite, l'idée d'une percée en profondeur des lignes allemandes est abandonnée. Les Alliés décident alors de substituer une attaque de masse par une succession d'actions locales précédées par une forte préparation d'artillerie et par l'utilisation de troupes fraiches. Ces différentes actions ont pour but d'effriter les défenses allemandes. Les forces britanniques et des Dominions ont pour zone d'action la partie nord du front d'attaque de Gommecourt à Maricourt et les forces françaises la partie sud du front d'attaque de la Somme au village de Fay.
Après deux semaines de combats, les défenseurs allemands résistent toujours au nord et au centre du secteur d'attaque britannique, dans ces deux secteurs l'attaque est enlisée et stoppée sauf pour le contrôle d'Ovillers-la-Boisselle et Contalmaison. Au sud de l'Ancre les gains territoriaux sont plus importants. Dans le secteur du 13e corps d'armée du lieutenant-général Sir Congreve, la première ligne de défense allemande est prise au niveau de Montauban et du bois Bernafay. La conquête du bois des Troncs (Trônes) est particulièrement difficile pour les troupes britanniques, le bois est repris par les Allemands. Le 13 juillet, sous un bombardement d'artillerie continu, les troupes allemandes occupent toujours le bois du Trône, la ville de Longueval à l'ouest du bois Delville.
La ligne de front allié est divisée en deux sections formant un angle droit, au niveau de Longueval et du bois Delville. Sur la gauche, le front britannique est orienté au nord, à droite le front allié est face à l'est. La poursuite de la bataille dans ces conditions entraîne une divergence des troupes attaquantes. Pour réaligner la ligne de front, le général Sir Douglas Haig décide d'exploiter les progrès territoriaux au sud pour prendre et tenir Longueval. Cette ville en hauteur est un observatoire naturel pour l'artillerie et permet de protéger le flanc droit des troupes britanniques et d'aligner la ligne de front avec le 13e corps de Congreve. Le général Douglas Haig promet au président Poincaré des gains territoriaux significatifs pour marquer la journée nationale française, avec des attaques planifiées tout au long du front de la Somme pour le 14 juillet.

## Ordres et intentions britanniques
Pour exécuter les projets du général Haig, le général Rawlinson, commandant de la 4e armée, ordonne au lieutenant-général Congreve de capturer Longueval à la tête du 13e corps. Il place ensuite le 15e corps sous le commandement du lieutenant-général Henry Horne en couverture à la gauche du 13e corps de Congreve. Rawlinson recommande que la marche d'approche ait lieu de nuit, pour lancer l'attaque à l'aube après un court et violent bombardement d'artillerie. Ce plan doit maximiser l'effet de surprise, qui a fait cruellement défaut dans les premières actions de l'offensive. Haig est fortement opposé à ce plan car les divisions utilisées sont inexpérimentées pour des déplacements nocturnes. Le plan de Rawlinson est finalement adopté, mais l'échange entre les deux généraux a fait reculer d'un jour la date de l'attaque du bois de Trônes (en fait, bois des Troncs), initialement prévue la veille de l'attaque sur Longueval. Finalement les deux attaques sont réalisées le même jour.
Une étude tactique du terrain montre que pour capturer Longueval, Congreve doit d'abord prendre le bois de Trônes car il présente un danger sur le flanc droit. Cette prise simplifierait celle de Longueval. La ville ne peut pas être tenue si le bois Delville dans la partie nord-est de la ville n'est pas pris. Si le bois reste aux mains des Allemands, ils pourraient bombarder sans problème la ville et utiliseraient le bois comme couverture pour placer des renforts pour une contre-attaque sur Longueval.
Congreve affecte à la 9e division écossaise la ville de Longueval et à la 18e Easten division du major-général Ivor Maxse à droite, pour capturer le bois de Trônes. L'attaque sur la ville de Longueval est complexe. Longueval est fortifiée par des tranchées, des tunnels et des bunkers en béton sous la responsabilité d'éléments de la IIIe division de la garde, sous les ordres du Generalmajor von Lindquest, du 4e corps d'armée de Magdeburg. Les deux divisions britanniques progressent dans un saillant couvert au nord-ouest par le 72e régiment d'infanterie (de) au nord du IVe corps d'armée, les 26e, 153e et 107e régiments d'infanterie. Les divisions britanniques partent de Bernafay et doivent progresser sur un terrain en pente ascendante qui se rétrécit vers Longueval. La ligne défensive allemande ne laisse qu'une approche possible pour les troupes britanniques pour l'attaque sur Longueval. Il est à noter que le général Sixt von Armin, le commandant du IVe corps allemand, prépare ses troupes en vue d'une attaque aux alentours des 13 et 14 juillet.
Le major-général WT Furse, le commandant de la 9e division écossaise, ordonne à la 26e brigade de réaliser l'attaque sur Longueval. Le 8e Black Watch et le 10e Argyll & Sutherland Highlanders sont chargés de prendre la ville. La 9e Seaforth Highlanders est en seconde ligne en soutien et le 5e Cameron Highlanders est en réserve. La 27e brigade doit suivre, pour ratisser les derniers points de résistance allemands et fournir un soutien à la 26e brigade pour les combats dans la ville fortifiée. Une fois la ville prise, la 27e brigade doit passer la 26e brigade pour prendre le bois Delville. La 1re brigade sud-africaine est en réserve de la 27e brigade.

## La bataille

### Progression vers Longueval
Le 14 juillet, l'attaque débute à 3h25 par un bombardement de 5 minutes et non d'une semaine pour l'effet de surprise, sur un front de 6 km (4 miles). L'attaque commence par la prise de la première ligne allemande, puis la prise de la seconde ligne par un coup de main. Cependant l'extension de la brèche est plus complexe du fait la mise en alerte des divisions allemandes. L'attaque en direction de Longueval rencontre un succès initial en débordant les premières lignes allemandes, mais très vite la défense allemande se durcit. Cette position est capitale pour le maintien des lignes allemandes, le chef du grand état-major allemand, le général Erich von Falkenhayn indique que « l'ennemi n'avancera pas, sauf sur des cadavres! ».
En milieu de matinée, l'attaque devient une succession de combats maison par maison pour la prise de la ville. Le bombardement d'artillerie n'a pas été aussi efficace qu'attendu, les défenseurs allemands sont renforcés par les troupes de réserve. De plus, l'artillerie allemande et les mitrailleuses du bois Delville gênent considérablement la progression des Highlanders dans Longueval. Seules les parties sud et ouest de la ville sont aux mains des troupes britanniques dans l'après-midi. La 27e brigade initialement destinée à la prise du bois Delville est engagée aux côtés de la 26e brigade pour prendre Longueval. Le major-général Furse, commandant de la 9e division écossaise se rend compte que pour sécuriser définitivement Longueval, la prise du bois Delville est nécessaire et prioritaire. Il décide d'engager sa dernière réserve disponible, la 1re brigade sud-africaine. À 13 h, le général de brigade Henry Lukin reçoit l'ordre de Furse de déployer la 1re brigade sud-africaine et de capturer le bois Delville.

### Combats pour le bois

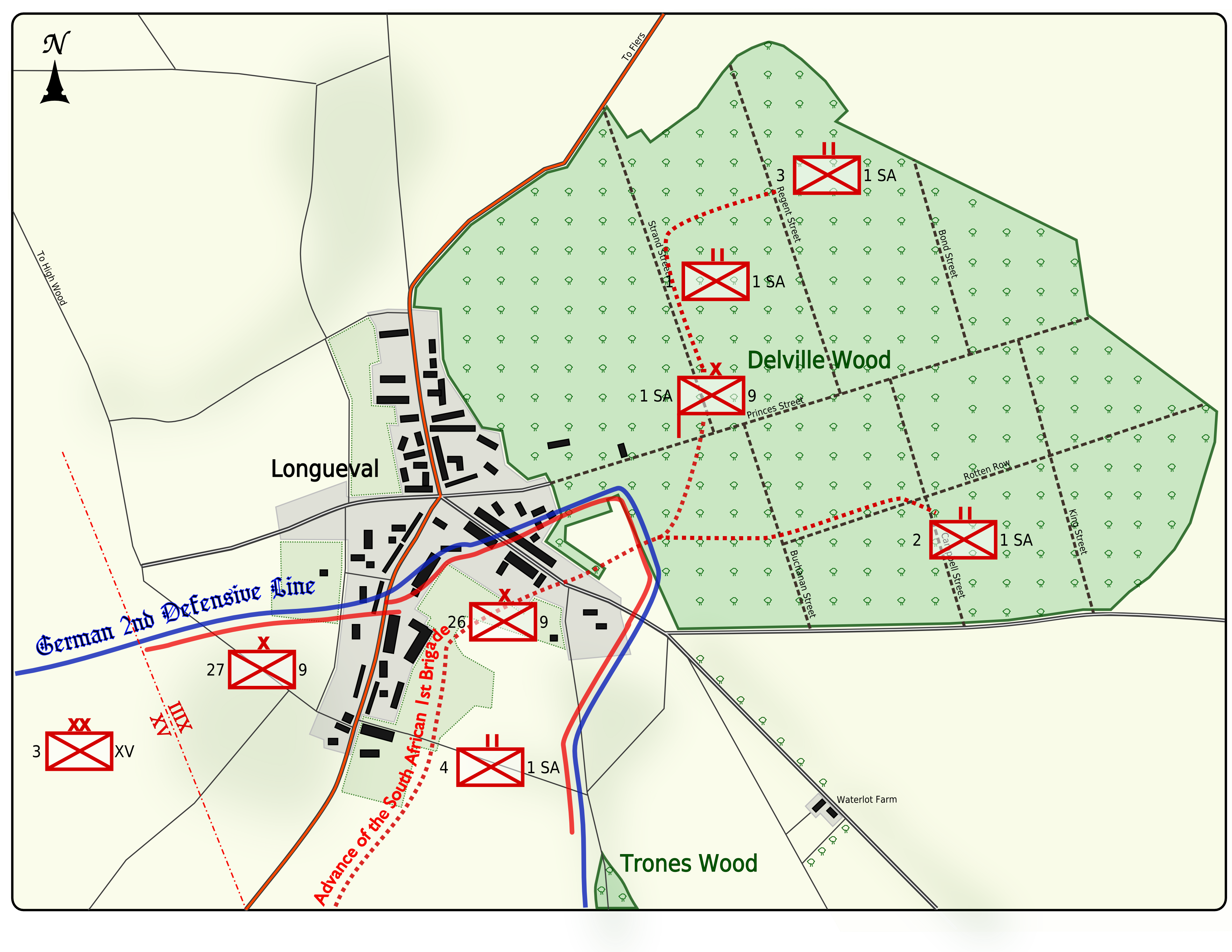
Carte 1 : Positions au 14 juillet 1916.

#### Prise du bois, le 14 juillet
La 1re brigade d'infanterie sud-africaine est chargée de l'attaque des forces allemandes au bois Delville, à l'exception du 1er bataillon déployé pour combler un vide entre les 26e et 27e brigades à Longueval.
L'attaque est prévue à 17h, elle est reportée à 19h puis à 5h du matin le lendemain matin en raison des trop faibles progrès réalisés dans la prise de Longueval. Lukin ordonne de prendre le bois Delville à tout prix, même si les 26e et 27e brigades n'ont pas encore capturé le nord de la ville. Lukin ordonne à ses commandants de bataillon d'attaquer et de percer dans le bois à partir de l'angle sud-ouest de Longueval. Le 2e bataillon est en première ligne, le 3e bataillon est soutien direct et le 4e en réserve. Les trois bataillons quittent Montauban avant l'aube sous le commandement du lieutenant-colonel Tanner, chef du 2e bataillon nommé commandant de l'attaque. Lors de la marche, Tanner reçoit l'ordre de détacher deux compagnies, compagnies « B » et « C » du 4e bataillon, pour appuyer la 26e brigade sur Longueval. Le 2e bataillon atteint une tranchée occupée par les 5e Cameron qui longe le bois. Cette tranchée est utilisée comme ligne de départ (voir carte 1), les différents bataillons quittent la tranchée et pénètrent dans le bois Delville à 6 h du matin le 15 juillet.
La première attaque se déroule sans problèmes. À 7h00, les Sud-Africains conquièrent la moitié sud de la forêt, au sud de « Princes Street » (voir carte 2). Tanner déploie ensuite deux compagnies plus au nord pour sécuriser le périmètre nord du bois. Dans la matinée, le 3e bataillon progresse vers l'est et au nord-est du bois. À 14h40, Tanner indique à Lukin que le bois Delville est capturé excepté une position allemande forte dans le nord-ouest lié à Longueval. Tanner forme des groupes de points fortifiés soutenus par des mitrailleuses le long de la zone capturée. En réalité la situation de la 1re brigade sud-africaine est très précaire, elle possède un unique contact sur la base sud-ouest du bois avec la ville de Longueval et la 26e brigade, elle est entourée sur tous les autres côtés par 7 000 soldats allemands. Toutes les troupes sud-africaines sont équipées de pelles, mais la mise en défense du bois est difficile : il est impossible de creuser des tranchées correctes parmi les racines et les restes de troncs déchiquetés par les tirs d'artillerie de la journée précédente.

#### Contre-attaque allemande du 15 juillet

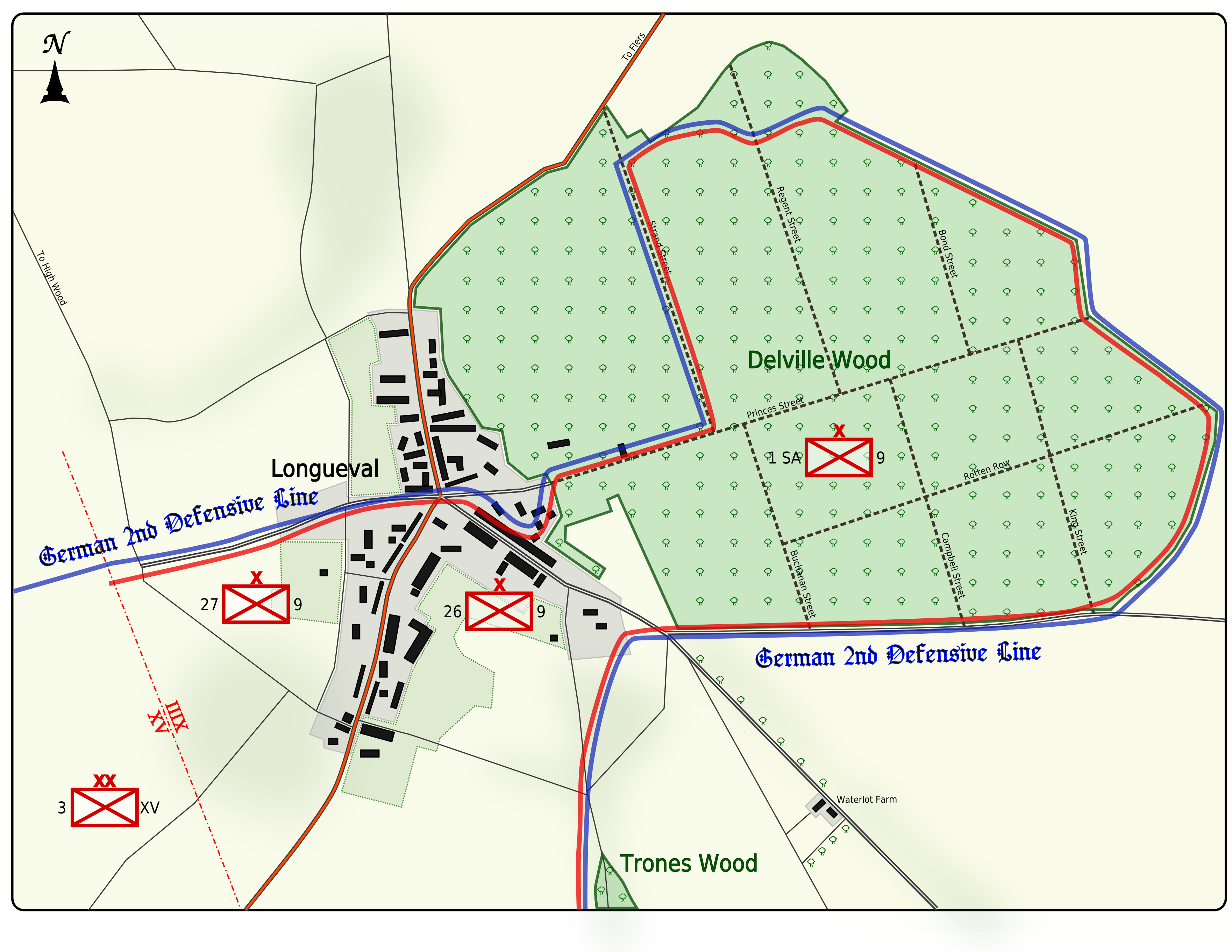
Carte 2 : Positions des troupes à 14h40 le 15 juillet

À 15h, le VIe régiment de réserve bavarois, de la 10e division bavaroise (de) attaque violemment à partir de l'est du bois, il n'est que partiellement repoussé par les tirs de fusils et mitrailleuses. À 16 h 40 Tanner signale à Lukin que des forces allemandes sont observées se rassemblant au nord du bois et demande du renfort, les Sud-Africains ont déjà perdu une compagnie complète du 2e bataillon (Natal et l'État libre). Tanner perçoit une compagnie du 4e bataillon (écossais) de Longueval, Lukin envoie une seconde compagnie vers l'avant pour renforcer le 3e bataillon (Transvaal et Rhodésie). Lukin exhorte Tanner et les commandants de bataillons de faire impérativement creuser des tranchées car des tirs d'artillerie lourde sont attendus au cours de la nuit ou tôt le lendemain matin. Au crépuscule, le bombardement allemand à obus explosifs et à obus à gaz augmente en intensité, au cours de la nuit on dénombre plus de 400 obus par minute sur le bois Delville.

#### Première tentative de prise du bois par les Sud-Africains, le 16 juillet 1916
Le 15 juillet, les 14e et 15e divisions ont réussi à s'emparer du bois de Trônes et à établir une ligne jusqu'à la ferme Maltzhorn pour se lier à la 9e division écossaise placée dans la moitié sud de Longueval. À 0h35, Lukin est informé que les Sud-Africains doivent bloquer durant la journée l'accès allemand au secteur nord-ouest du bois à tout prix pour permettre à la 9e division d'achever leur capture de la partie nord de la ville.

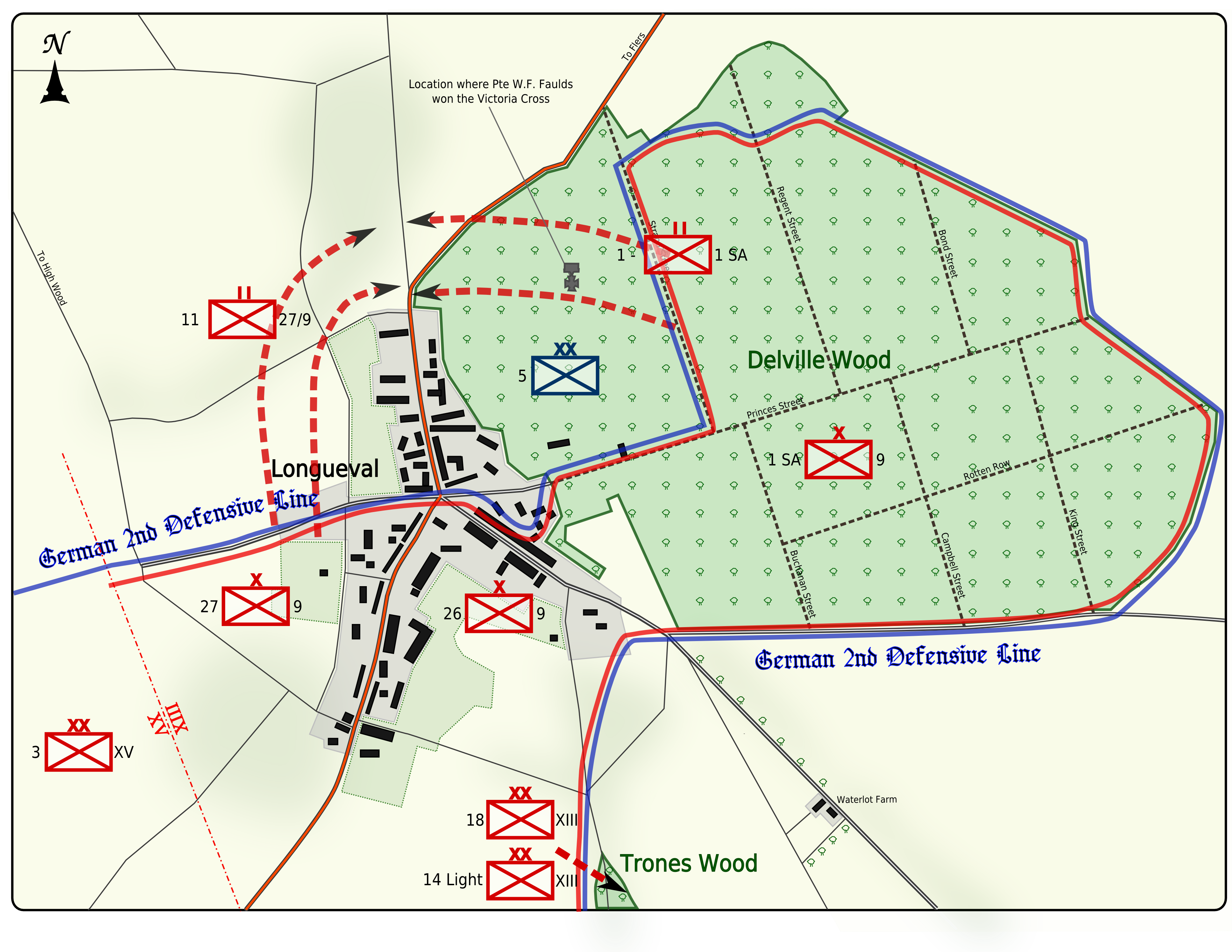
Carte 3 : Plan d'attaque de la partie nord-ouest du bois Delville le 16 juillet

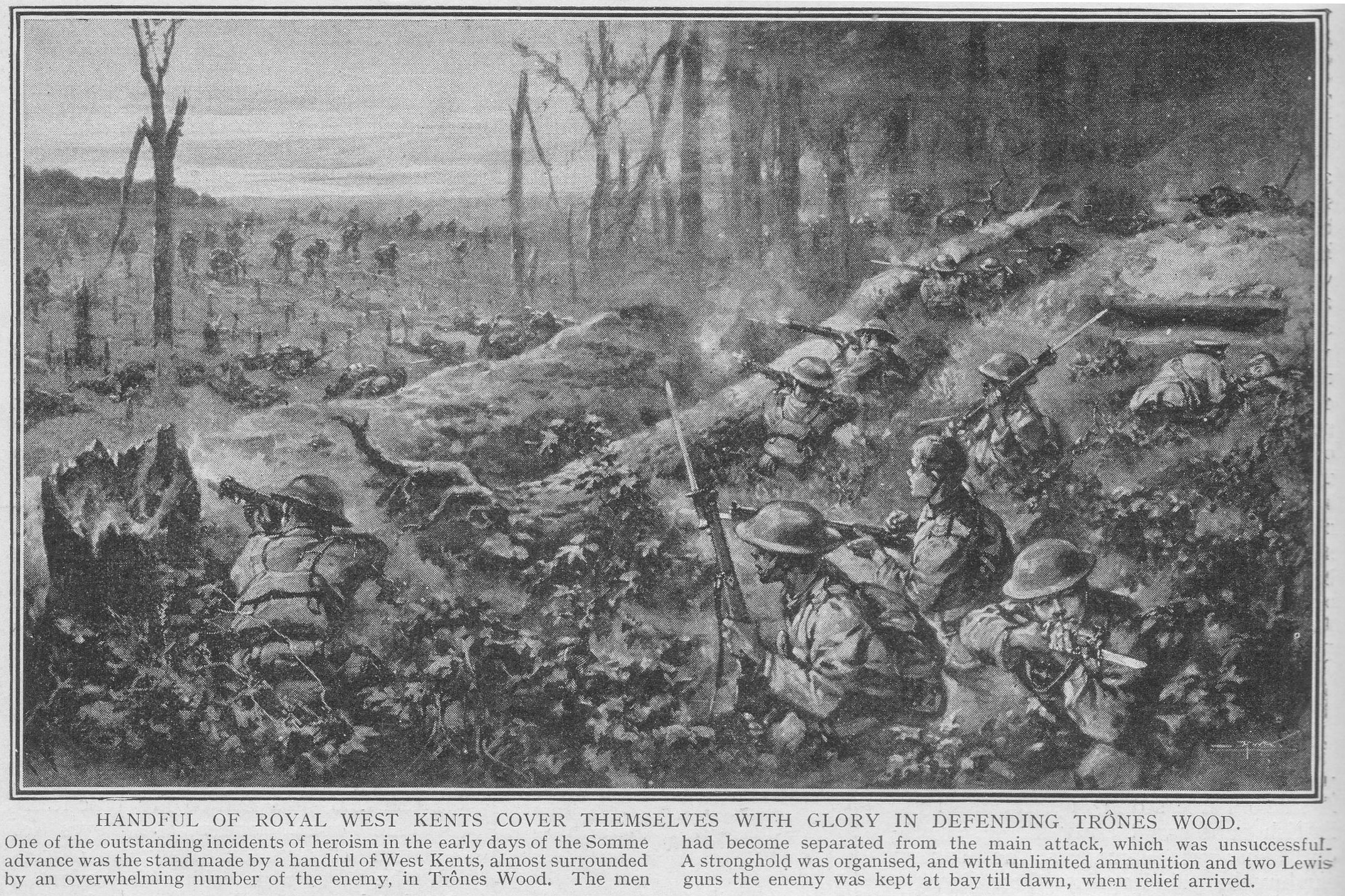
Bataille du bois de Trônes.

Les ordres pour les Sud-Africains sont de prendre le secteur nord-ouest du bois, puis d'avancer vers l'ouest jusqu'à se relier avec les troupes de la 27e brigade qui se dirigent vers le nord et le nord-est à travers Longueval (carte 3). L'attaque débute à 10 h le dimanche 16 juillet. Les troupes sud-africaines sont clouées sur place par la défense renforcée des Allemands, de son côté le 11e Royal Scots de la 27e brigade ne peut déboucher de la ville, bloquée par des tirs de mitrailleuses des vergers du nord de Longueval. Les troupes retournent sur leurs positions de départ et sont soumises à des tirs d'artillerie allemands pour le reste de la journée. Au cours de ces tentatives, le soldat Faulds du 1er reçoit la Victoria Cross. Au cours la journée, la situation problématique de la 1re brigade sud-africaine devient désespérée en subissant une attaque du 153e régiment d'infanterie. La ville de Longueval et le bois Delville se révèlent être trop fortement tenus par les Allemands pour une attaque de la seule 9e division écossaise. La situation est délicate, Longueval ne peut pas être prise sans la prise du bois Delville et le bois Delville ne peut pas être dégagé des forces allemandes sans le plein contrôle de Longueval.

#### Seconde tentative, le 17 juillet

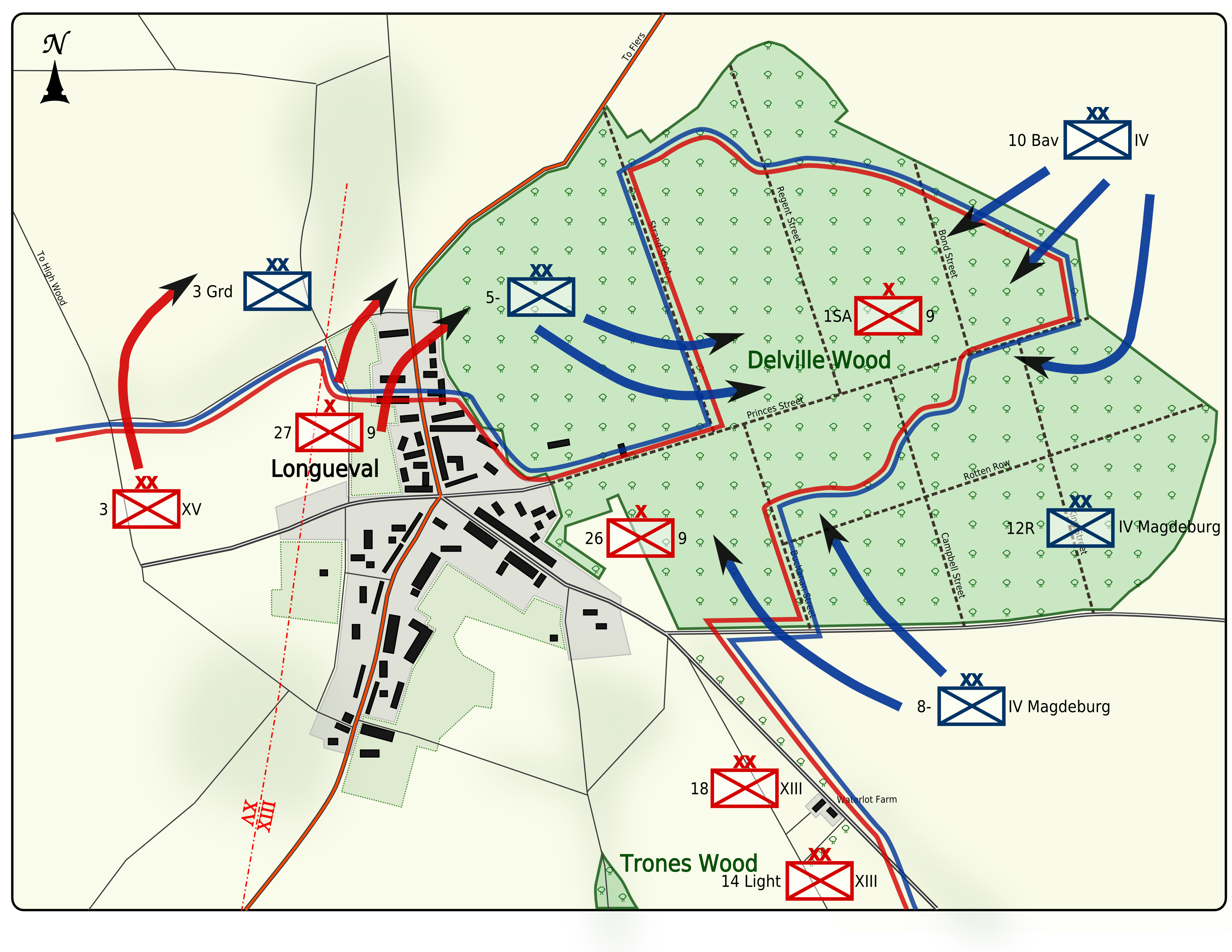
Carte 4 : Positions le 17 juillet dans la soirée.

Une seconde tentative est tentée à l'aube du 17 juillet. La nuit précédente, les Sud-Africains retirent leurs troupes au sud de Princess Street et à l'est de Strand Street pour permettre la mise en place d'un barrage préparatoire durant la nuit. Les troupes écossaises procèdent de même du côté de Longueval. Comme la veille, les Royal Scots de la 27e brigade attaquent au nord de Longueval et le 2e bataillon sud-africain et deux compagnies du 1er bataillon attaquent à l'ouest pour tenter de dégager le bois. Une fois de plus, la résistance allemande est trop forte, les tirs de mitrailleuses contraignent les Sud-Africains à se replier dans leurs positions initiales, avec de fortes pertes. Au cours de l'après-midi du 17 juillet, les positions sont figées, les troupes subissent un bombardement de plus en plus violent. Tanner est blessé à la cuisse et remplacé par le lieutenant-colonel Thackeray, (commandant du 3e bataillon) en tant que commandant des troupes dans le bois. Le soir même, l'ordre de bataille est modifié, la 9e division laisse une partie de son flanc gauche pour permettre à la 3e division sous le commandement du major-général Aylmer Haldane d'attaquer Longueval en partant de l'ouest au cours de la nuit.
L'artillerie allemande continue à tirer sur le bois Delville. En fin de soirée, Lukin ordonne à tous les hommes valides d'attaquer les lignes allemandes dans le secteur nord-ouest pour soutenir l'attaque de Longueval prévue à 3h45 dans la matinée. Cependant durant la nuit, 116 canons de campagne et 70 canons moyens allemands réalisent un barrage roulant d'une violence extrême et écrasent les positions sud-africaines. Le bombardement permet aux troupes de la IIIe division de la Garde allemande d'infiltrer les positions sud-africaines par le nord et l'est pour atteindre Buchanan Street et Princes Street (voir carte 4). Vers 14h, la 1re brigade sud-africaine est dans une situation critique, pressée de toute part. À 18 h 15, il est décidé de relever la 1re brigade sud-africaine par la 26e brigade.
L'attaque de la 3e division britannique sur Longueval est un succès, des gains territoriaux sont réalisés dans la partie nord de la ville. Cependant, le général Sixt von Armin renforce les forces allemandes en déployant de la VIIIe division du IVe corps d'armée de Magdeburg contre la ligne de la rue Buchanan au sud-est de la ville, forçant Thackeray à s'accrocher à l'angle sud-ouest du bois pendant deux jours et deux nuits pour éviter d'être encerclé (voir carte 4).

#### Nouvelles contre-attaques allemandes, 18-20 juillet

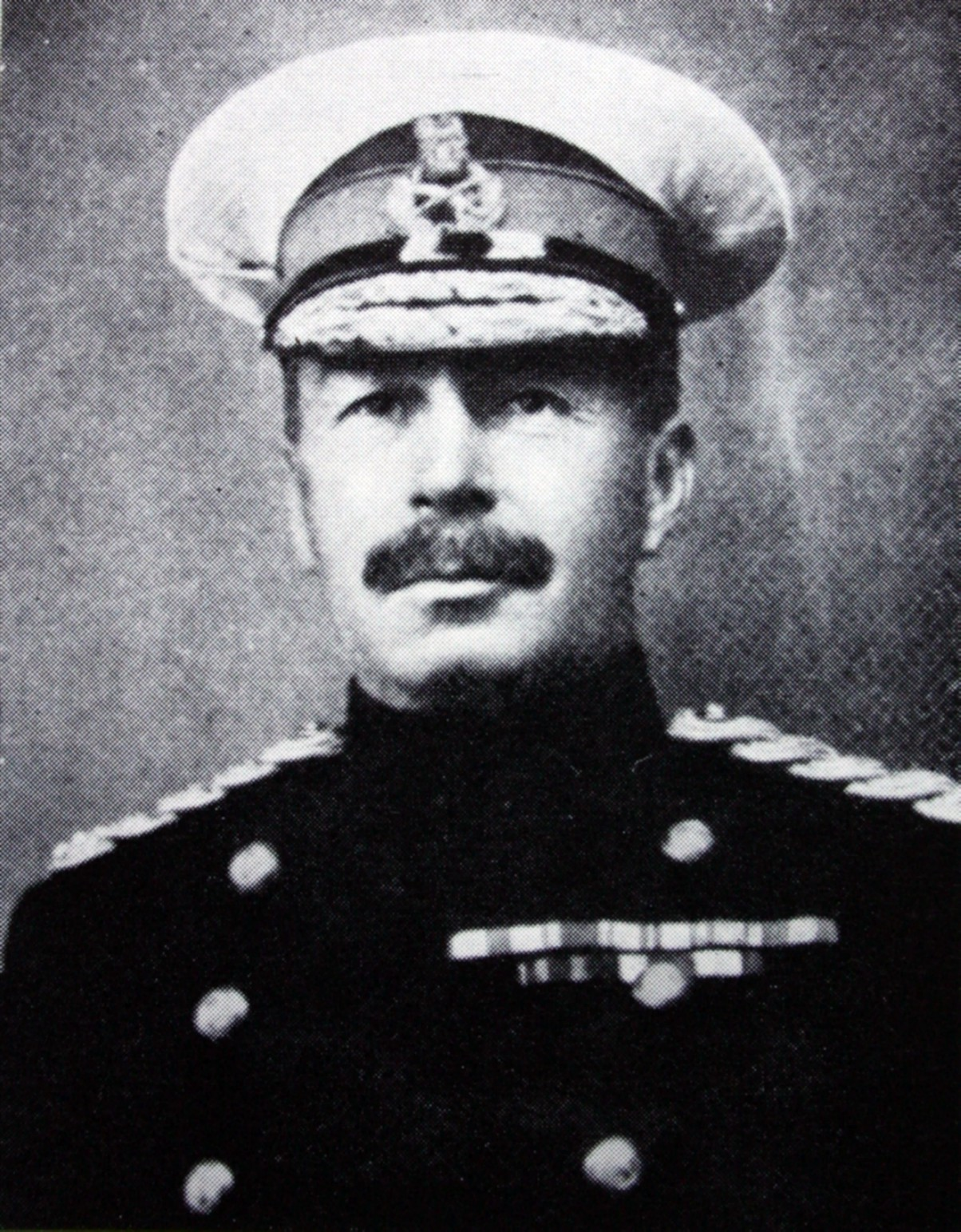
Le brigadier-général Henry Lukin, commandant de la 1re Brigade d'infanterie sud-africaine.

Dans la matinée du 18, les Sud-Africains reçoivent le soutien de troupes fraiches de la 76e brigade de la 3e division qui a attaqué Longueval, à travers la partie sud-ouest du bois pour se joindre aux compagnies du 2e bataillon sud-africain. Malheureusement sous le feu de l'artillerie allemande, la 76e brigade est contrainte de se replier. Dans le sud du bois, les Sud-Africains récupèrent une partie du terrain perdu, non pas à cause de leurs attaques mais parce que les Allemands se retirent pour préparer de nouvelles contre-attaques dans d'autres zones. Le bombardement allemand débute à l'aube et se poursuit toute la journée. La VIIIe division allemande envoie des tireurs d'élite et des grenadiers en avant-garde dans le bois puis des masses compactes d'infanterie, ce type d'attaque se déroule simultanément au nord, au nord-est et au nord-ouest du bois.
Au cours de l'après-midi du 18 juillet, la partie nord du bois est perdue par les Sud-Africains à cause des multiples attaques allemandes. Des combats au corps à corps éclatent partout dans le bois. Les Sud-Africains ne peuvent plus tenir une ligne continue, beaucoup d'entre eux sont divisés en petits groupes sans soutien mutuel. Lors de cet après-midi, le régiment de Branderberger entre dans la bataille. Un officier allemand commente ainsi la bataille :
« ... Delville Wood est désintégré en une friche d'arbres brisés, carbonisés et de souches brûlées, les cratères sont remplis de boue et de sang et des cadavres, des cadavres partout. Dans certains endroits, ils étaient empilés par quatre. Le pire de tout était le meuglement des blessés. Cela ressemblait à une beuglement de bétail à la foire de printemps .... »
Le 19 juillet, le peu de Sud-Africains restant sont soumis à de nouveaux bombardements et à des tirs de tireurs d'élite qui sont réalisés à bout portant. Tôt le matin, le CLIIIe régiment d'infanterie de réserve et deux compagnies du LIIe régiment d'infanterie entrent dans le bois par le nord et attaquent les hommes du 3e bataillon sud-africain par derrière, capturant six officiers et 185 hommes du bataillon Transvaal. Le reste est tué. Plus tard en milieu de matinée, dans une tentative pour renforcer les Sud-Africains, les éléments des Highlander des Black Watch, Seaforth et Cameron tentent de foncer dans le bois à partir de Longueval, mais sont de nouveau bloqués par les Allemands par des tirs au sud de l'angle nord-ouest du bois. La brigade sud-africaine est à court d'eau, sans nourriture et incapable d'évacuer les blessés. De nombreux groupes isolés et sans munitions n'ont pas d'autre alternatives que de se rendre.

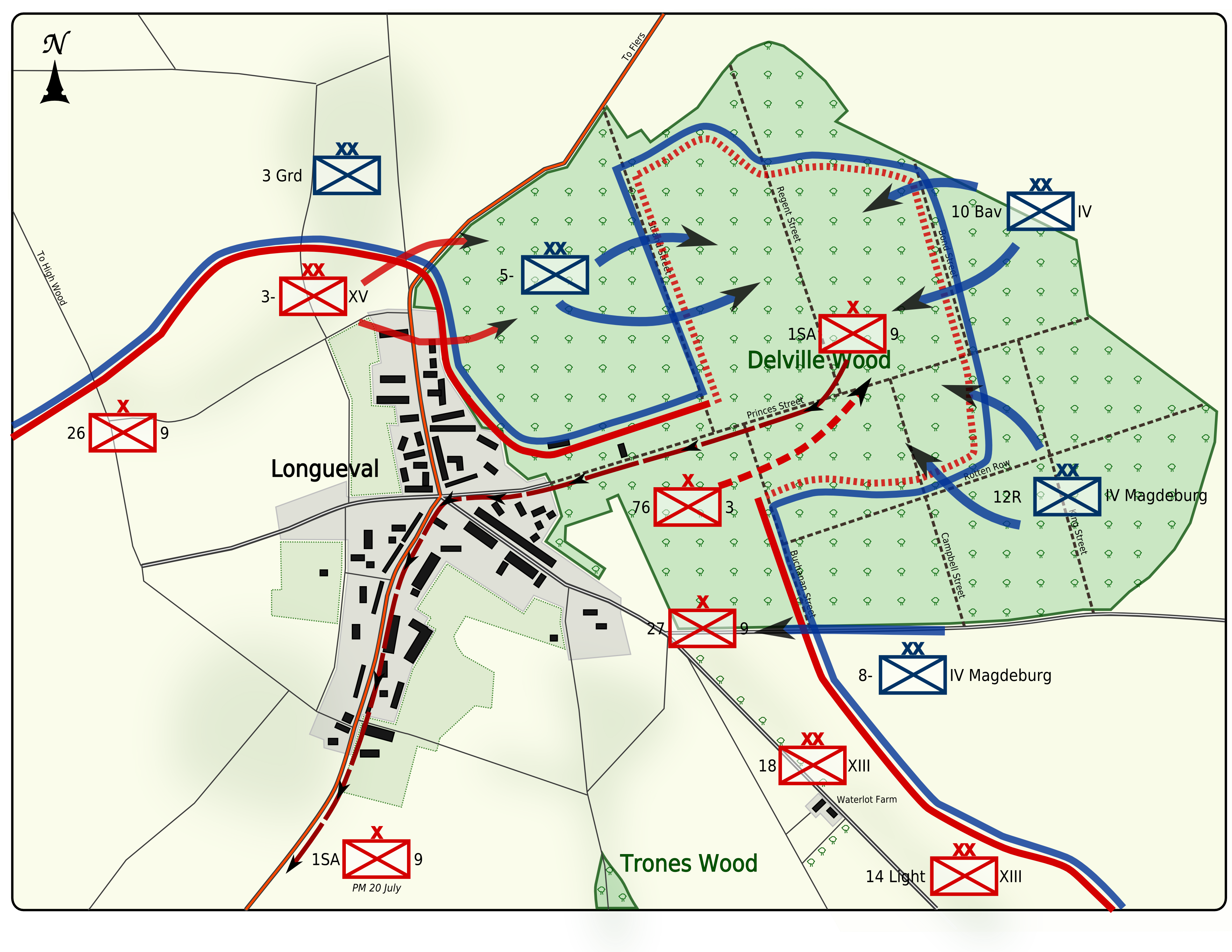
Carte 5 : Situation entre le 18 et le 20 juillet.

Dans l'après-midi du 19 juillet, la 53e brigade avance, à travers la base du saillant, pour essayer d'atteindre le siège de Thackeray. Elle réussit à renforcer la base du saillant, mais est incapable de fournir tout soutien significatif aux éléments avancés de la brigade sud-africaine. Cette situation perdure dans la nuit du 19 au 20 juillet.

#### Situation le 20 juillet
Le 20 juillet, la 76e brigade de la 3e division est de nouveau lancée pour tenter de relever la 1re Brigade d'infanterie sud-africaine. Les Royal Welsh Fusiliers combattent pour atteindre les Sud-Africains. Lors de ces combats, deux fusiliers (Capitaine Joseph Davies et le soldat Albert Hill) reçoivent la Victoria Cross. À 13h00, Thackeray informe Lukin que ses hommes sont totalement épuisés et dans l'incapacité de repousser toute nouvelle attaque et ont un besoin urgent en eau. Finalement des éléments avancés des bataillons Suffolk et 6th Royal Berkshires parviennent à percer et prendre contact avec les troupes sud-africaines.
Thackeray sort du bois Delville avec deux officiers généraux blessés et 140 militaires du rang, ils sont les survivants de la brigade sud-africaine. Ils passent la nuit à Talus Boise et le lendemain, ces forces se retirent à Happy Valley, au sud de Longueval.

#### Les combats de fin juillet et d'août
Les 52e et 76e brigades présentes dans le bois sont confrontées aux tirs des tireurs d'élite allemands et aux bombardements intenses jusqu'au 26 juillet. Le 27 juillet à 7h00, le 22e, 23e Royal Fusiliers (99e brigade, 2e division), le 1er Royal Berkshires et le 1er Kings Royal Rifle Corps attaquent le bois et occupent une grande partie du sud du bois. Au cours de cette action, le sergent Albert Gill du Kings Royal Rifle Corps est tué, il reçoit à titre posthume la Victoria Cross pour ses actions militaires. La 2e division tient le bois jusqu'au 4 août, elle est ensuite relevée par la 17e Northern division, puis par la 14e Light division et la 61e brigade de la 20e Light division le 11 août.
Le 27 août, les Allemands s'infiltrent à nouveau dans le bois par le côté nord-est. Le feu de l'artillerie allemande augmente encore en intensité, il ne reste plus qu'un seul arbre debout. La pluie transforme les trous d'obus en mare d'eau et de boue avec de nombreux cadavres alliés ou allemands en décomposition. Les combats reprennent avec force, les 72e et 73e brigades de la 24e division sont envoyées en renfort dans le bois. Les Allemands sont définitivement chassés du bois le 3 septembre 1916.

## Bilan

### Des pertes humaines effroyables

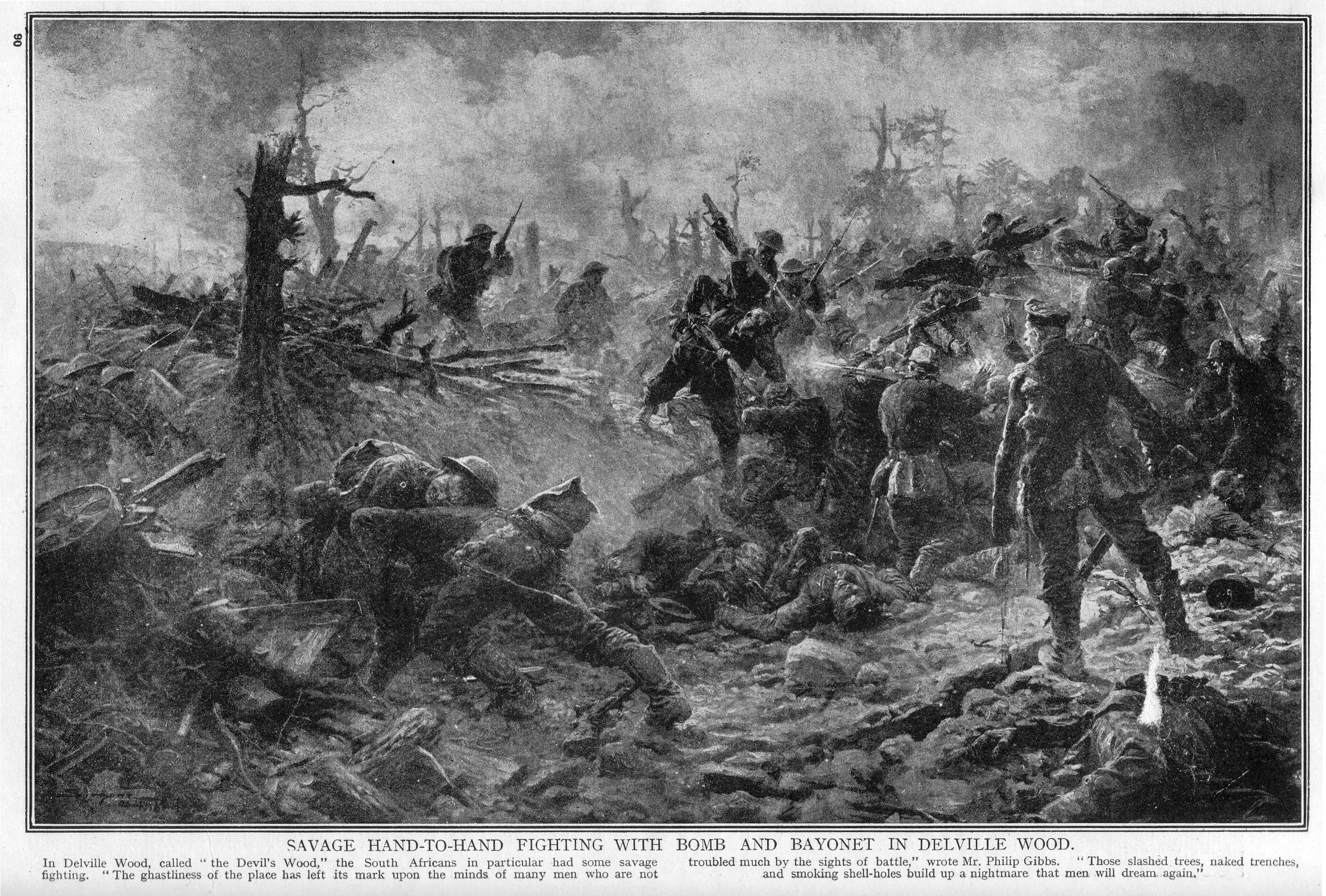
Combats au bois Delville

Les pertes humaines du côté allié ou allemand sont effroyables, provoquées en grande partie par l'envoi de renfort continuel pour attaquer ou pour répondre aux attaques de l'adversaire. Ce type de gestion des renforts a lieu pour la prise du bois de Trône, de Longueval et du bois Delville.
- Les troupes alliées et allemandes ont subi des pertes très lourdes lors de la bataille du bois Delville et lors de la prise de Longueval. La 9e division perd 314 officiers et 7 203 hommes de troupe entre le 1er et le 20 juillet. Les données sur les pertes allemandes sont rares, en particulier les données sur les divisions prussiennes impliquées dans la bataille, du fait de la destruction par les bombardements stratégiques au cours de la Seconde Guerre mondiale des archives notamment les raids sur Potsdam en 1945. Cependant, des données sont disponibles pour le 26e régiment d'infanterie allemand (formé de trois bataillons, soit l'équivalent d'une brigade britannique). Il participe aux combats de juillet dans le bois, il n'est formé après sa relève du front le 13 juillet que de 10 officiers et de 250 militaires du rang.

Les pertes subies par la brigade sud-africaine ont souvent été surestimées. Lorsque l'on considère le nombre total de victimes sud-africaines, un certain nombre d'éléments doivent être pris en compte :
- les pertes subies par la brigade sud-africaine au bois de Bernafay et à Maricourt avant le 14 juillet (date d'entrée dans le bois Delville) sont souvent ajoutées aux victimes de bois Delville ;
- les pertes subies par les 1er et 4e bataillons qui combattent à Longueval le 14 juillet sont aussi parfois ajoutées aux pertes du bois Delville ;
- parmi les trois officiers et 140 hommes qui quittent le bois Delville le 20 juillet, moins de la moitié est entrée dans le bois les 14 ou 15 juillet, les autres proviennent des renforts envoyés entre les 16 et 20 juillet. Selon le Colonel Thackeray, un total de 199 hommes de renforts sont arrivés dans le bois ;
- le quartier-général de la brigade et son personnel d'état-major ne sont pas déployés dans le bois et à ce titre l'ensemble des membres de la brigade n'est pas dans le bois au début de la bataille ;
- des troupes supplémentaires (en plus des 3 officiers et 140 hommes qui quittent le bois le 20 juillet) sont signalées à Happy Valley pour le défilé du rassemblement du 21 juillet. Les membres de l'état-major et de l'état-major de la compagnie de mitrailleuses font partie du défilé.

Au 14 juillet 1916, la 1re brigade sud-africaine est composée de 123 officiers et 3 032 sous-officiers et soldats. Le 20 juillet 1916, la brigade n'est formée que de 19 officiers et 600 hommes du rang.
- Une question récurrente concerne les Sud-Africains : Pourquoi sont-ils restés dans le bois pour être abattus par les tirs d'artillerie allemands. Initialement, les commandants ne souhaitaient pas laisser des troupes trop importantes dans le bois, dans son rapport de bataille le brigadier-général Lukin déclare que « Mon intention était de laisser une faible densité de troupes dans le bois dès sa prise, en laissant des mitrailleuses avec des petits détachements d'infanterie pour le tenir. L'ennemi, en lançant contre-attaques sur contre-attaque, a empêché l'allégement de la densité de troupes et le lieutenant-colonel Tanner a déclaré qu'il exigeait que tous les hommes sous son commandement restent dans le bois pour tenir à distance l'ennemi. »

### Gains territoriaux
Les Alliés remportent une victoire tactique en réussissant à capturer Longueval et le bois Delville assez rapidement. Les troupes alliées présentes au nord du front de la Somme peuvent alors progresser vers High Wood et la crête de Thiepval, deux objectifs stratégiques majeurs. Sur la partie sud du front de la bataille de la Somme, 23 000 hommes sont déployés pour pouvoir conquérir une petite zone de quelques kilomètres de profondeur.

### Conséquences tactiques
La bataille pour la conquête de Longueval et du bois Delville débute par une charge de la 2e division de cavalerie indienne. Deux semaines après la prise définitive du bois Delville, les premiers chars de combat participent à une première attaque. La bataille du bois Delville est un des derniers cas de combats de sections d'infanterie pouvant s'engager au corps à corps sur le front occidental. Après cela, les chars remplacent la cavalerie et les tirs de concentration de l'artillerie prédominent sur les combats de sections d'infanterie.
Plusieurs leçons tactiques ont été tirées des combats dans Longueval et au bois Delville :
- Les troupes sont regroupées sur les premières lignes au cours de la nuit pour lancer l'attaque à l'aube accompagnée d'une courte préparation d'artillerie mais dense. Ces différentes modifications seront réutilisées dans des nombreuses batailles ultérieures.
- À la suite de la bataille du bois Delville, les systèmes défensifs seront construits sur l'extérieur de la lisière plutôt que dans la fausse couverture du bois. Les racines des arbres empêchent le creusement de tranchées profondes et sécurisées. En outre, les obus explosifs ou fusant utilisés génèrent des effets de souffle dévastateur pour les troupes mal protégées.
- Il est convenu que les troupes sont censées être relevées après deux jours de combats intenses. Les opérations du bois Delville ont prouvé que les troupes qui combattent sur de longue période reviennent des premières lignes tellement épuisées et fatiguées que leur valeur au combat devient négligeable.

## Seconde bataille du bois Delville (1918)
Les Alliés occupèrent le bois jusqu'en avril 1918. Au printemps 1918, les Allemands lancèrent leur dernière grande offensive qu'ils appelèrent la bataille du Kaiser. Le bois fut pris et tenu par les Allemands jusqu'au 28 août 1918, date à laquelle la 38e division galloise conquit définitivement le bois.

## Hommages et distinctions
À la suite de leurs actions sur le champ de bataille du bois Delville en 1916, quatre hommes reçoivent la Victoria Cross :
- Le soldat William Frederick Faulds le 18 juillet : 1er bataillon, 1re brigade sud-africaine, 9e division (écossaise) ;
- Caporal Joseph John Davies le 20 juillet : 10e Battalion Royal Welsh Fusiliers, 76e brigade, 3e division ;
- Soldat Albert Hill le 20 juillet : 10e Battalion Royal Welsh Fusiliers, 76e brigade, 3e division ;
- Sergent Albert Gill le 27 juillet (à titre posthume) : 1er Battalion King's Royal Rifle Corps, 99e brigade, 2e division.

## Lieux de mémoire
- Longueval : mémorial national sud-africain du bois Delville
- Longueval : musée sud-africain